# Бен Шеферд
Хантер Бенедикт Шеферд (англ. Hunter Benedict Shepherd, нар. 20 вересня 1968, Окінава, Японія) — американський музикант, бас-гітарист грандж-гурту Soundgarden. Також відомий виступами у своїх сайд-проєктах, таких, як Hater i Wellwater Conspiracy.

## Раннє життя
Шеферд народився на американській військовій базі у Окінава в Японії. Його сім'я переїхала в Техас і оселився в Bainbridge Island у Вашингтоні, де Шеферд виріс і грав з друзями із різних панк рок-груп. Після закінчення школи він працював теслею. Він взяв участь у слуханнях на місце гітариста в групі Nirvana.
Роль басиста Soundgarden повідомляється вперше у 1989, незабаром після відходу Yamamoto, але його заява була відхилена, тому що вважалося, що він не може грати досить добре. Новий басист Джейсон Еверман, з невідомих причин був звільнений незабаром після того, команда завершила промо-тур. Потім запросили Шеферда.

## Soundgarden (1990-1997, 2010-теперішній час)
На додаток до ролі басиста, Шеферд більш визнавали свої обов'язки співака і твореця текстів. Що стосується першого студійного альбому, в якому він взяв участь, Badmotorfinger, Шеферд був співавтором таких піснень як: "Slaves & Bulldozers", "Jesus Christ Pose", "Face Pollution", "Somewhere".
У 1994 група Soundgarden випустили альбомSuperunknown, який з'явились твори Шеферда - "Half" і "Head Down". "Head Down" показував вплив The Beatles, і "Half" був індійський характер і була першою з пісень групи, в якій співав Шеферд. У 1996 з'являється альбомDown on the Upside, якому з'явились шість композицій Шеферда - "Zero Chance", "Dusty", "Ty Cobb", "Never Named", "Switch Opens", "An Unkind". З відновленям Soundgarden у 2010 році, Бен Шеферд проєднується до неї.

## Після  Soundgarden (1997-2010)
Ще будучи членом Soundgarden, Шеферд співзасновником з Меттом Кемероном проєкт Hater, в якій він був солістом і гітаристом. Група записала два диска. Наприкінці 1997 року, Шеферд грав у проєкті Desert Sessions (Volumes 1 & 2), у якому він грав на бас-гітарі. У 1998 з невідомих причин покинув проєкт Wellwater Conspiracy.
У Шеферда є дочка Іона. В даний час він живе в Сіетлі штат Вашингтон і має будинок на Bainbridge Island.

## Дискографія

### March of Crimes
- Demo (записаний у 1984)

### Soundgarden
- Badmotorfinger (1991)
- Superunknown (1994)
- Songs from the Superunknown (1995)
- Down on the Upside (1996)
- A-Sides (1997)
- Telephantasm (2010)

### Hater
- Hater (1993)
- The 2nd (2005)